# Zoo de Košice
Le Zoo de Košice (slovaque : Košická zoologická záhrada) est considéré comme le plus grand zoo d'Europe par sa superficie de 289 ha. Il est situe à 7 km du centre-ville de Košice dans le quartier de Kavečany, et figure depuis longtemps parmi les dix destinations touristiques les plus recherchées de l’est de la Slovaquie. Il est visité par plus de 200 000 visiteurs par an.

## Histoire
La construction du zoo a débuté en 1979, il a ouvert au public en 1985 avec 23 espèces sur 7 hectares. Un zoo pour enfants a ouvert en 2000.

## Galerie

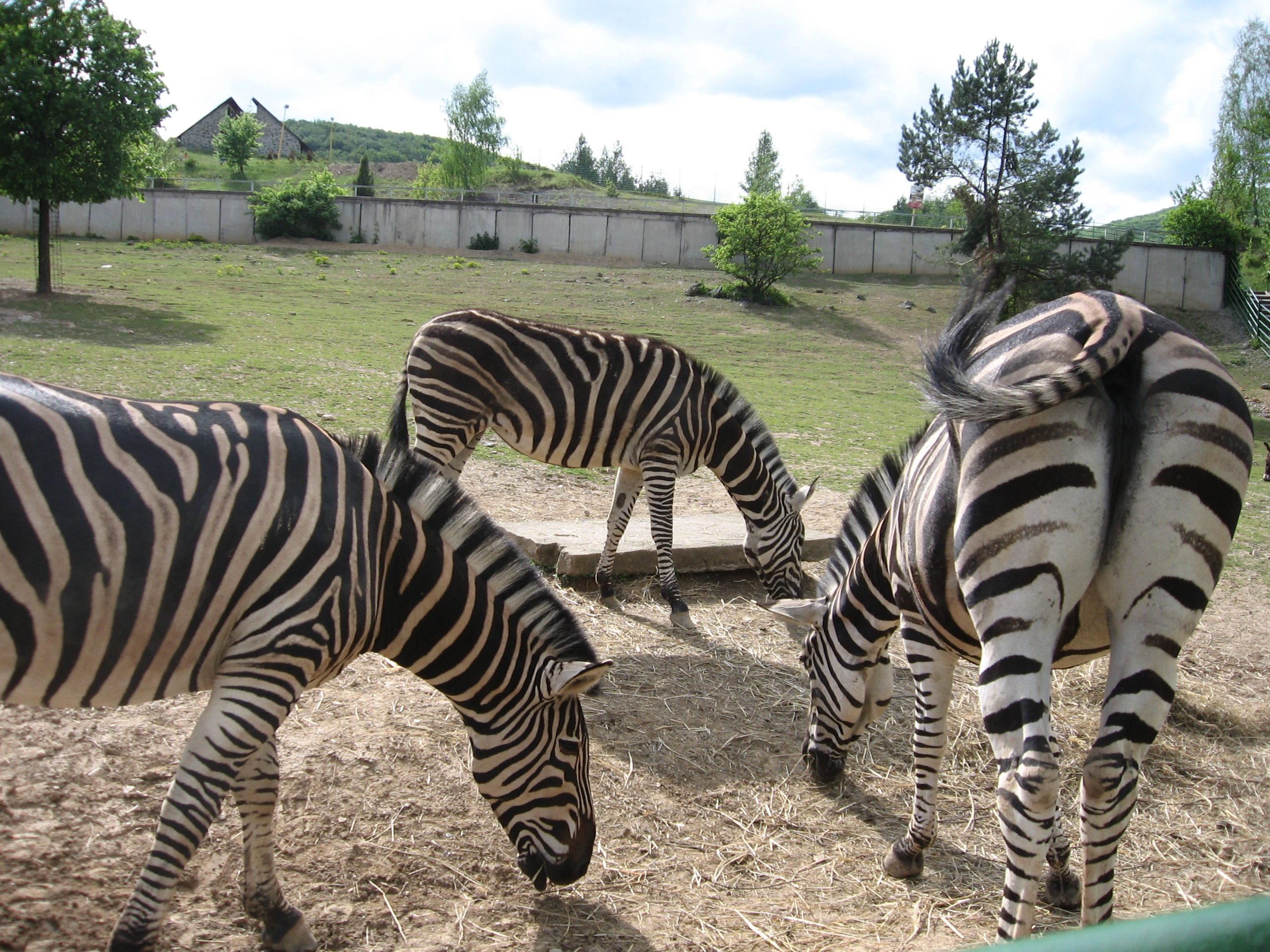
Zèbres
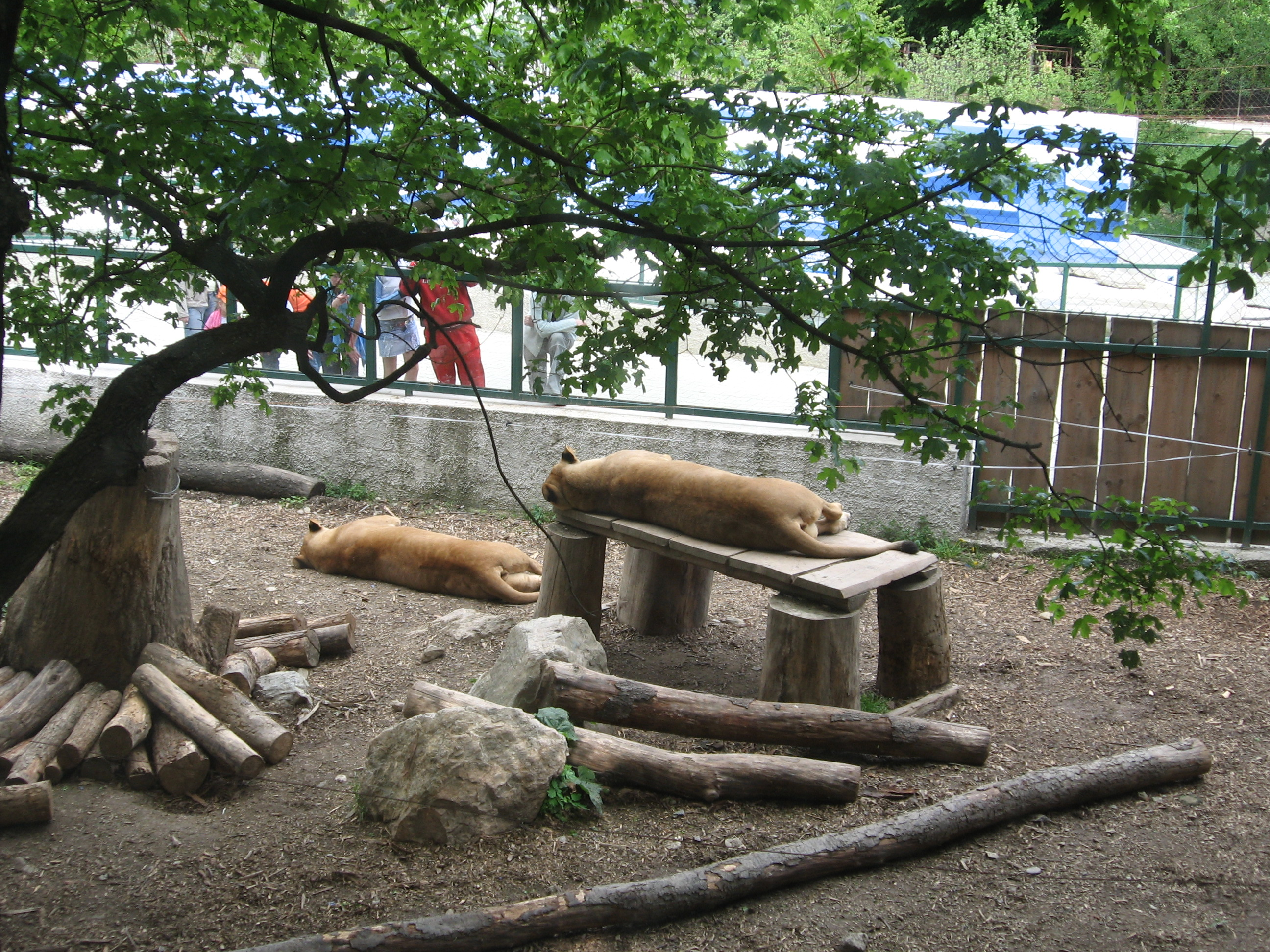
Félins
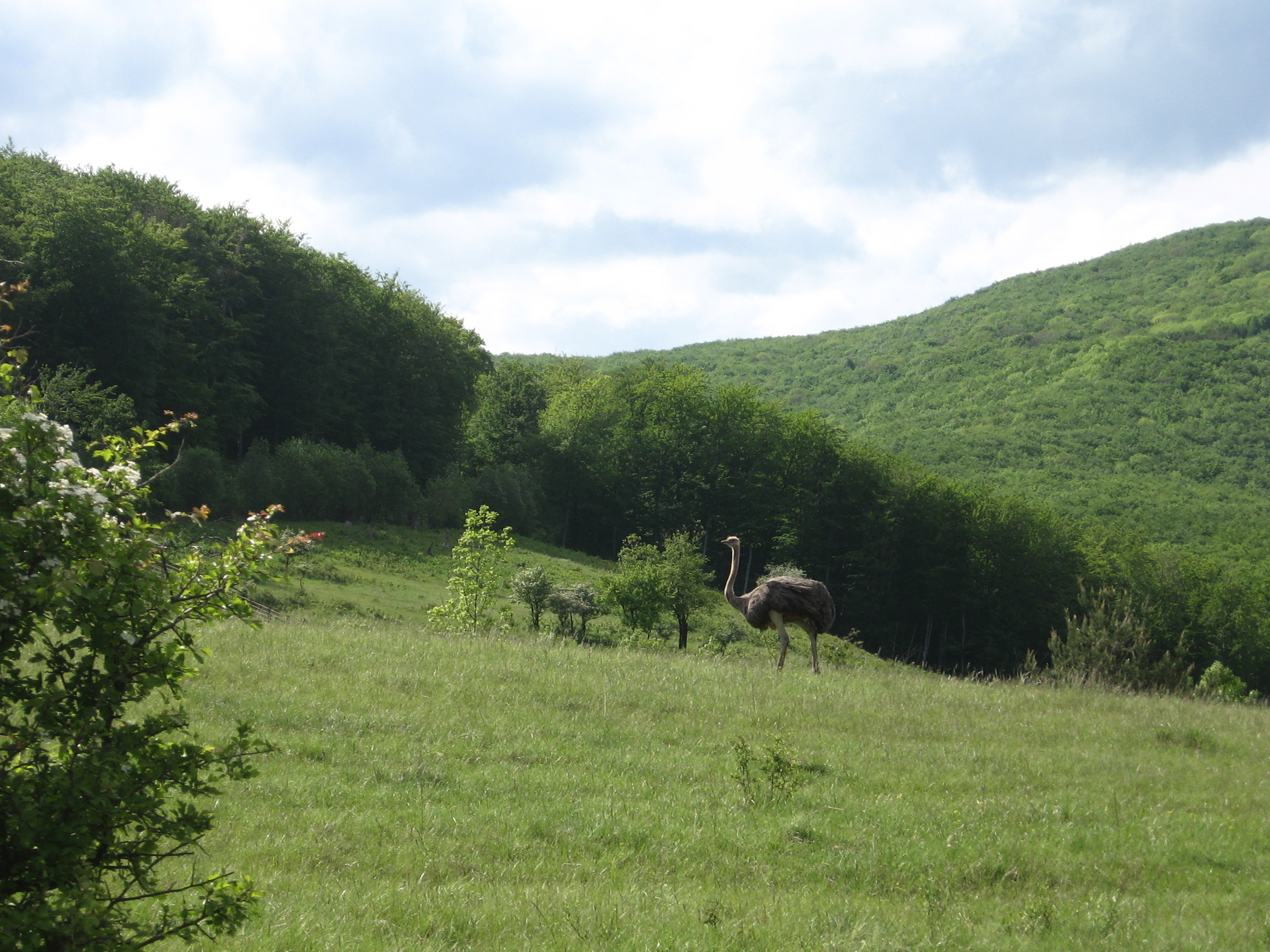
Autruche
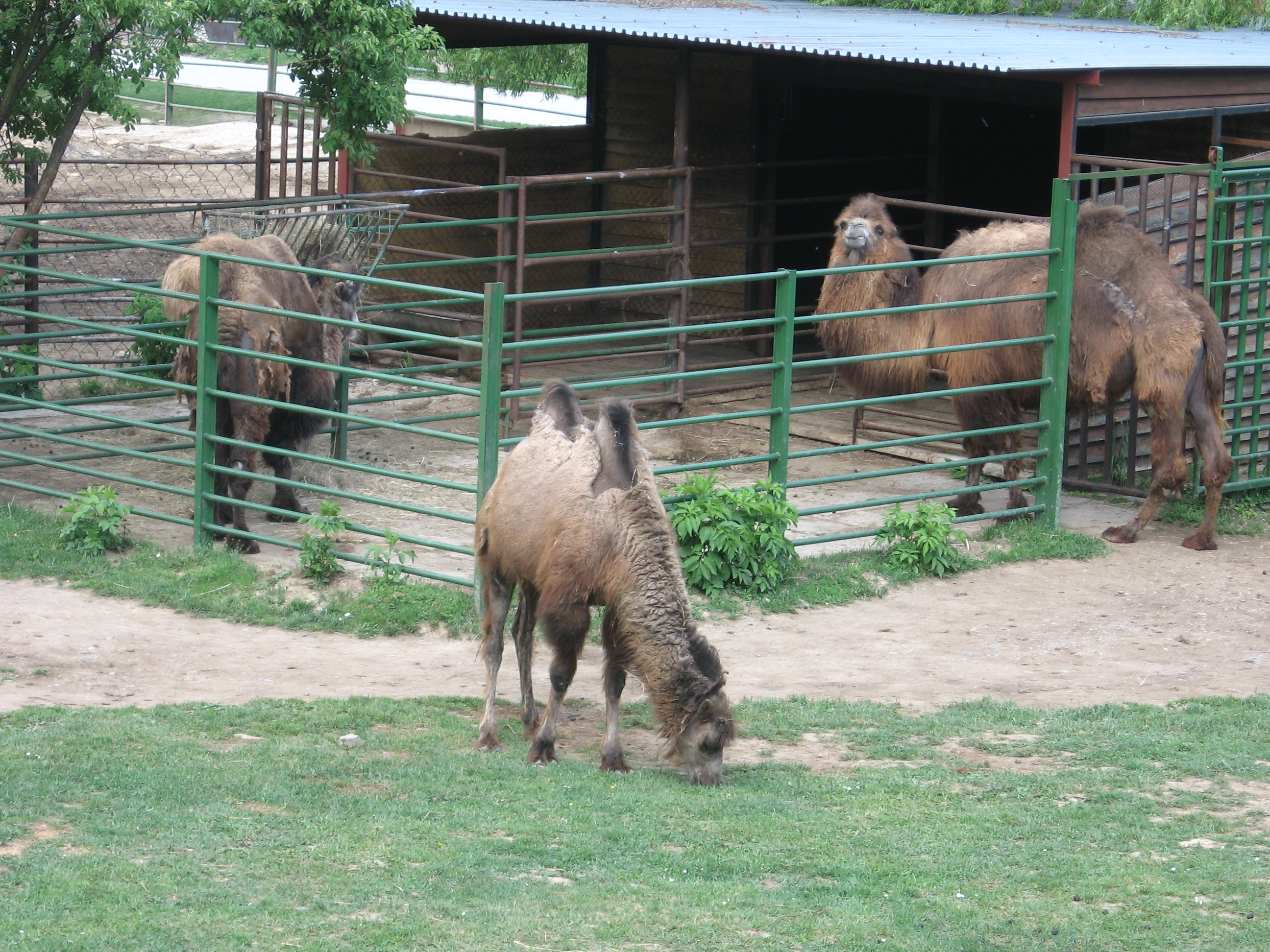
Chameaux
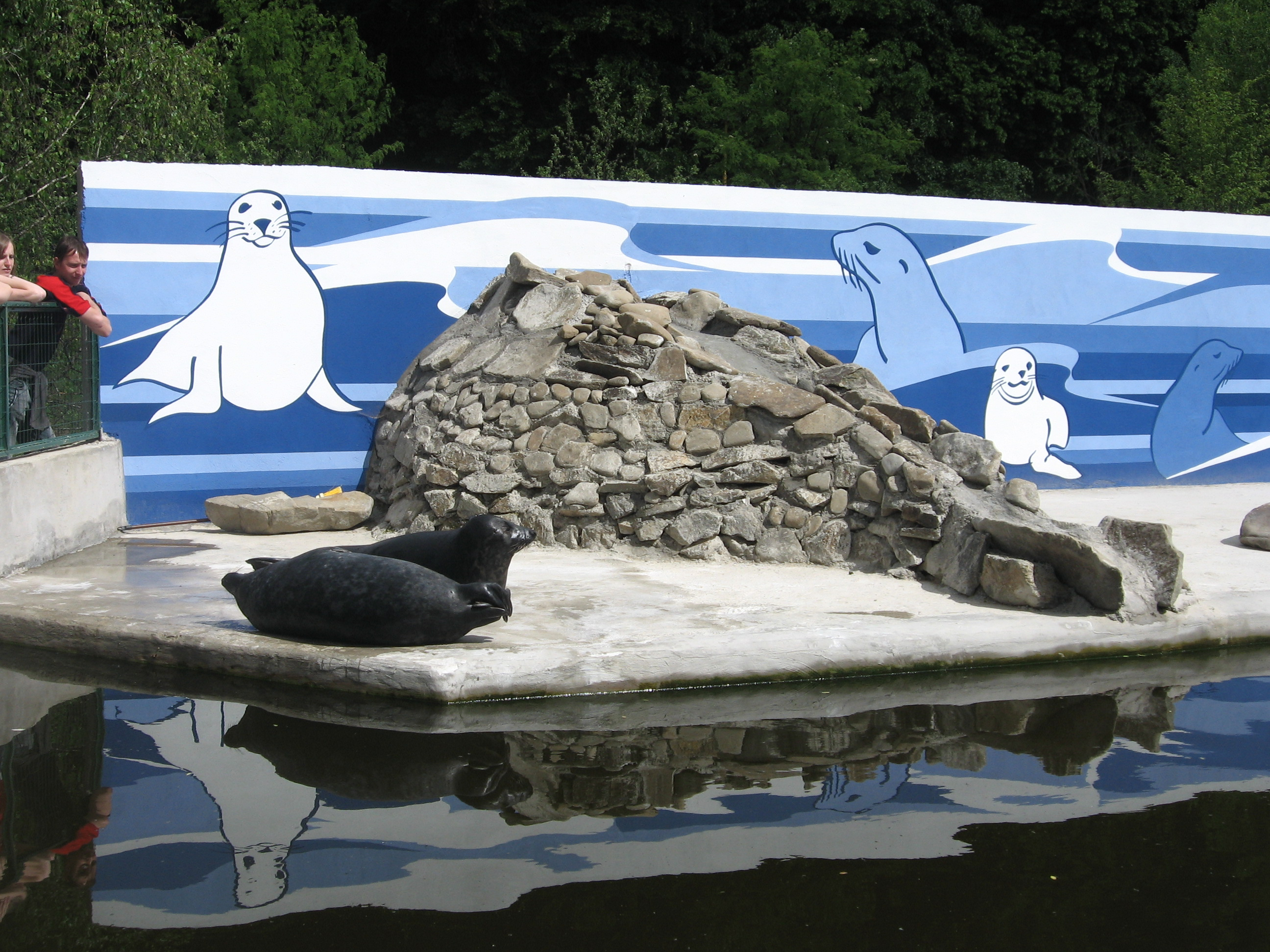
Phoques
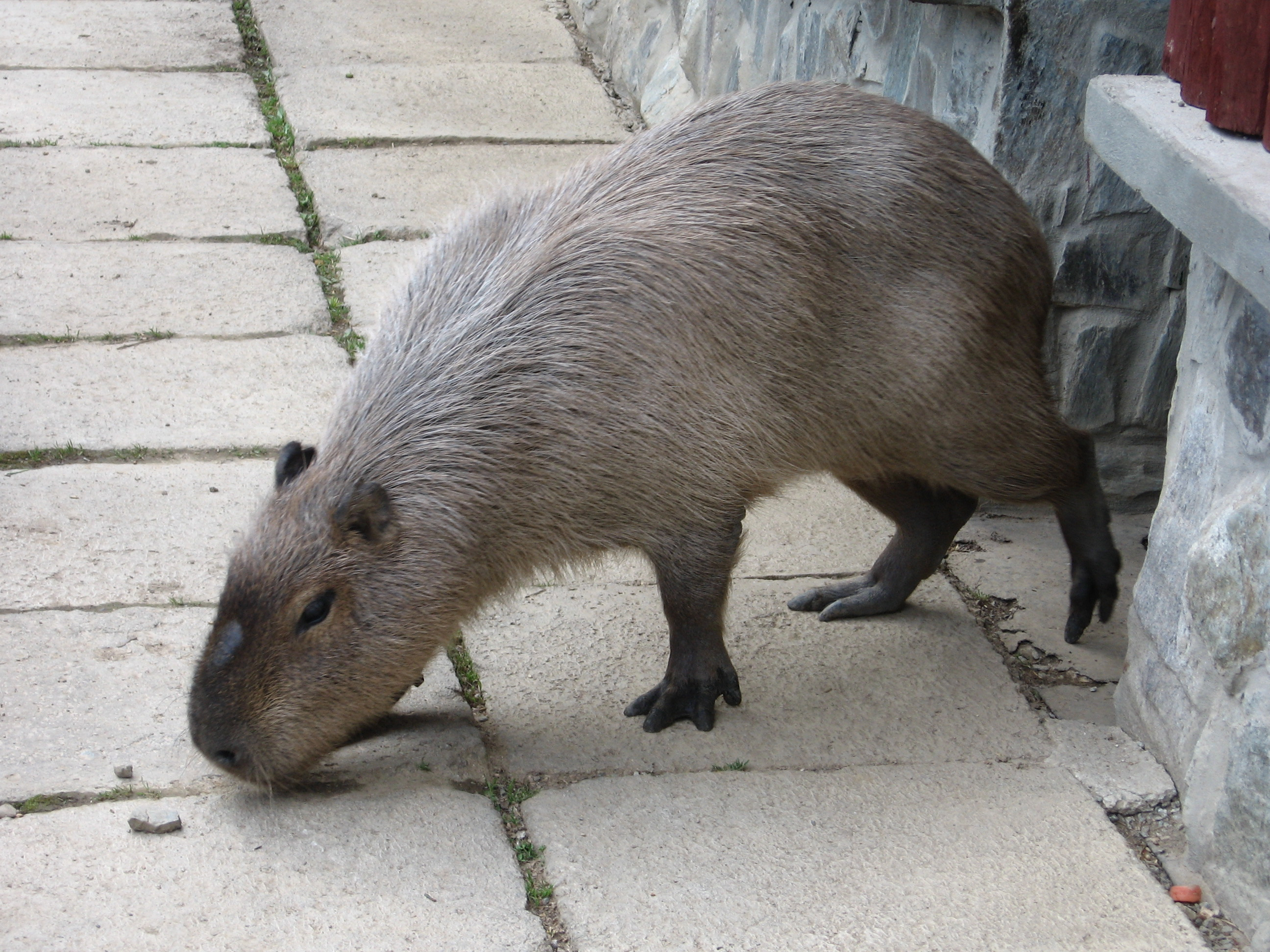
Ragondin
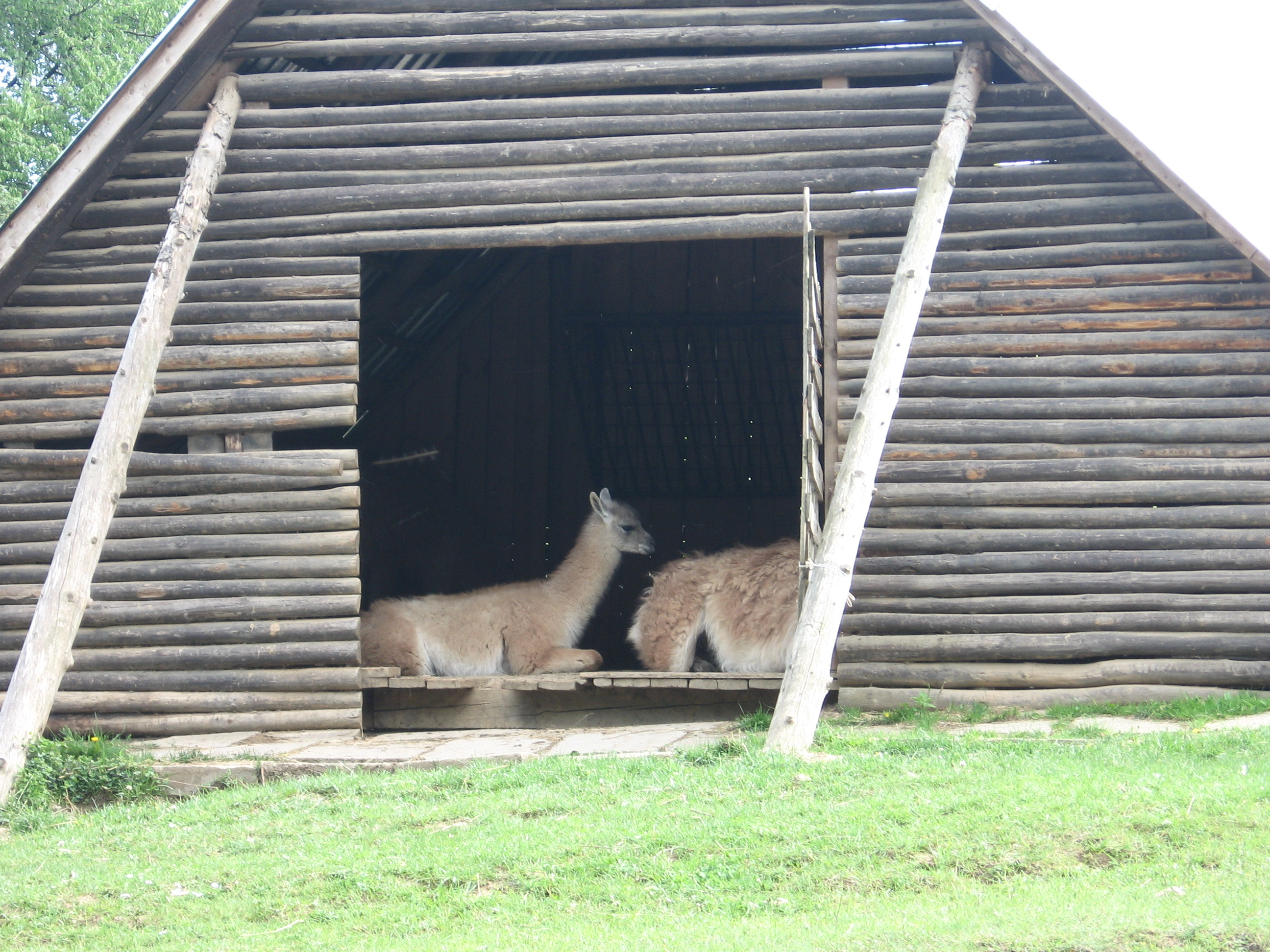
Lamas